# Marcus Simplicinius Genialis

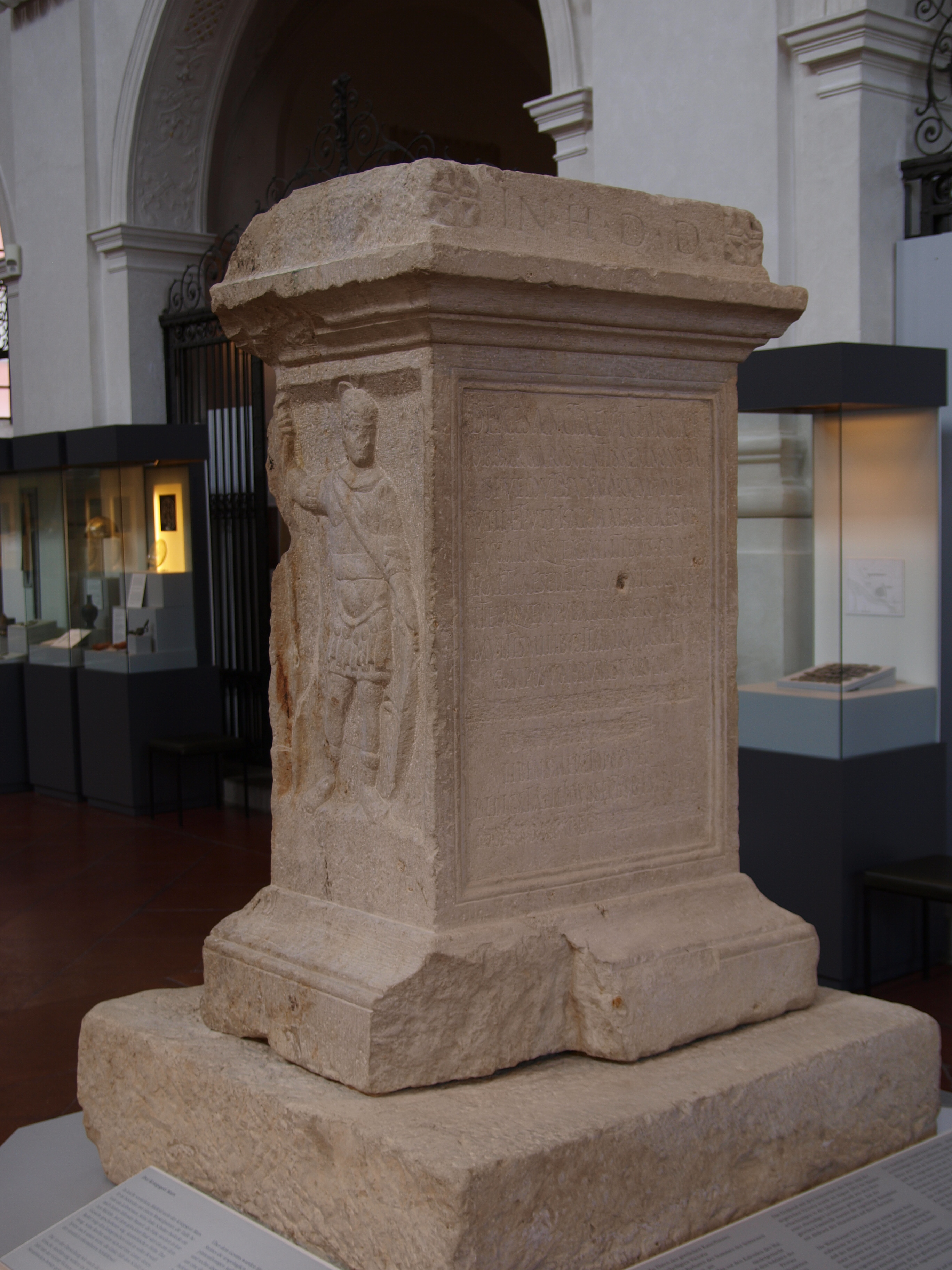
De inscriptie van Augsburg aan de hand van waarvan de gebeurtenissen in de zomer van 260 in Rhaetia bekend zijn geworden

Marcus Simplicinius Genialis was een Romeinse militair die in het midden van de derde eeuw leefde.
Genialis is bekend uit een inscriptie die in 1992 in de buurt van de Duitse stad Augsburg werd gevonden. De inscriptie viert de overwinning als gouverneur van Rhaetia (uir perfectissimus, Romeins ridder, die zonder twijfel werd benoemd door keizer Gallienus), op een groep van Juthungen tijdens het een gevecht op 24-25 april van het jaar 260. De inscriptie werd in september van dat jaar gewijd aan Postumus, waaruit blijkt dat Genialis in de zomer van 260 het Gallische keizerrijk, dat in de zomer van 260 werd gevormd, erkende.